# James Gordon
El comissari James "Jim" Gordon és un personatge fictici que apareix en còmics americans publicats per DC comics, generalment associat a Batman. El personatge va debutar en la primera vinyeta de Detective Comics #27 (maig 1939), en la que també va ser la primera aparició de Batman. Es tracta d'un personatge creat per Bill Finger, però acreditat a Bob Kane. El nom de Gordon va ser agafat d'un personatge de literatura barata d'aventures, el Comissari James W. "Wildcat" Gordon, també conegut com "The Whisperer", creat el 1936 per Henry Ralston, John Nanovic, i Lawrence Donovan per a Street & Smith. El comissari Gordon va fer el seu debut com a aliat de Batman, esdevenint el primer personatge secundari de Batman en ser presentat.
En la majoria de les encarnacions de l'univers Batman, James Gordon és el Comissari de la Policia de la ciutat de Gotham. Comparteix amb Batman un compromís profund per alliberar la ciutat del crim. A les eres d'Or i de Plata del còmic i a la sèrie de televisió de Batman de 1960, Gordon confia plenament en Batman, i n'és fins i tot una mica dependent. A les històries més modernes, és una mica més escèptic respecte als mètodes de vigilància de Batman, però tot i així creu que Gotham el necessita. Els dos es tenen un respecte mutu i una amistat tàcita. Ha estat casat dues vegades: amb Barbara Kean i amb Sarah Essen Gordon. Gordon és també el pare de James Gordon, Jr. i el pare o pare adoptiu (depenent en la continuïtat) de Barbara Gordon, la primera Batgirl moderna i la informadora d'Oracle.
James Gordon és una part important de l'univers Batman i ha aparegut a la majoria de les adaptacions del personatge. Això inclou videojocs, dibuixos animats, i pel·lícules. Gordon va ser interpretat per Lyle Talbot al serial cinematogràfic Batman i Robin, per Neil Hamilton a la sèrie televisiva Batman, per Pat Hingle a la saga de Tim Burton/Joel Schumacher, per Gary Oldman a la trilogia de Christopher Nolan El cavaller fosc, i per Ben Mckenzie a la sèrie televisiva Gotham. El 2011, James Gordon va situar-se 19è en el Top 100 d'herois de còmic de IGN. A partir de Batman #41 al juny del 2015, el mateix Gordon esdevé el nou Batman després de l'aparent mort de Wayne a Batman #40.

## Biografia fictícia del personatge
Gordon havia servit en el Cos de Marines dels Estats Units abans d'esdevenir un agent de policia. Això li va donar tot un seguit d'habilitats que li serien útils en el futur. En la majoria de versions de la mitologia de Batman, James Gordon és en un moment o altre presentat com a Comissari del Departament de Policia de la Ciutat de Gotham. Gordon contacta Batman sovint per tal que l'ajudi a solucionar diversos delictes, particularment aquells comesos per super bandits. Generalment és Gordon qui utilitza el Batsenyal per a convocar Batman, i ha esdevingut una espècie d'acudit recurrent que el Cavaller Fosc sovint desaparegui enmig d'una discussió amb Gordon quan aquest li gira l'esquena. Gordon normalment és presentat amb cabell gris o pèl-roig, alt i prim amb ulleres i bigoti. En la majoria de les encarnacions se'l veu portant una gavardina i una corbata juntament amb un vestit. De tant en tant, porta un barret. A vegades se'l representa amb un bastó, tot i que no es revela per què l'utilitza. Com que DC Comics refà els fets de les històries dels seus personatges en la minisèrie de 1985 Crisi en Terres Infinites, i que existeixen diferents interpretacions en la televisió i el cinema, els detalls de la vida de Gordon varien segons la història.

### Caracteritzacions primerenques
En la versió original pre-Crisi de la seva història, Gordon és un detectiu de policia que inicialment veu molestes les interferències del misteriós vigilant. La seva primera aparició és dins Detective Comics #27, en la primera història de Batman, en la qual investiguen l'assassinat d'un industrial químic. Tot i que Batman lluita al costat de la justícia, els seus mètodes i el seu fenomenal rècord aturant delictes i capturant delinqüents avergonyeix la policia en comparació. Finalment, Batman es troba amb Gordon i fa veure al detectiu que es necessiten l'un a l'altre. Batman treballarà amb Gordon i col·laborarà amb ell com un agent més.
En el Batman Especial #1, es revela que Gordon, quan era un jove policia, va disparar i matar dos lladres en defensa pròpia davant del seu fill. Els resultats d'aquest esdeveniment conduirien el noi a esdevenir el primer Wrath, un assassí de policies amb vestit i motivacions inspirades en Batman, i que clamaria venjança contra Gordon anys més tard.

### Post-Crisi

#### Batman: Any U
La versió post-Crisi del personatge va ser introduïda en la història de 1987 Batman: Any U, escrita per Frank Miller. En aquesta versió, James W. Gordon és transferit de nou a Gotham després de passar més de 15 anys a Chicago. Home d'integritat, Gordon creu que Batman és el seu únic aliat contra l'administració controlada per la màfia. Una de les diferències més significatives en aquesta versió és que Batman mai és usat com un agent i la relació amb Gordon es manté, sempre que sigui possible, en privat. També s'afegeix que és un veterà de les forces especials capaç de combatre cos a cos. Pren represàlies amb la mateixa violència contra un intent d'intimidació per part d'agents corruptes. Té un afer extramatrimonial amb Sarah Essen, també detectiu. Essen i Gordon arriben a deduir la identitat de Batman, però mai investiguen més enllà la seva suposició per confirmar-ho. Gordon trenca el seu afer després de rebre xantatge del Comissari corrupte de Policia, Gillian B. Loeb. El capo de la màfia Carmine Falcone envia el seu nebot, Johnny Viti, per segrestar la família de Gordon, però Batman els salva i ajuda Gordon a exposar la corrupció de Loeb. Un cop Loeb ha dimitit, Gordon és ascendit a Capità.
La minisèrie de 1998 Gordon of Gotham té lloc gairebé 20 anys abans als esdeveniments actuals de l'Univers DC i dos mesos abans de la seva arribada a Gotham dins Batman: Any U. Revela que Gordon, durant el seu temps a Chicago, buscava un fill amb la seva esposa mentre assistia a classes a la universitat de nit cursant criminologia. Esdevé una celebritat menor després d'evitar un intent de robatori nocturn. Tanmateix, després de decidir investigar un company corrupte, és assaltat i desacreditat. Gordon llavors descobreix evidències de frau en les eleccions a l'ajuntament i fa caure dos companys seus, i això acaba desembocant al seu nomenament com a detectiu a Gotham.
La història Wrath Child (El nen Wrath), publicada a Batman Confidential, revela que Gordon va començar la seva carrera a Gotham, però és transferit a Chicago després de disparar un policia corrupte i la seva muller (els pares del Wrath original); la transferència va ser arranjada per Loeb, llavors capità, per evitar que ell i altres companys corruptes fossin exposats, i amenaça Gordon amb el futur de Wrath per forçar-lo a acceptar la transferència. Gordon més tard torna a ser transferit a Gotham al mateix temps que Batman comença la seva carrera.
Mentre encara era un Lloctinent, Gordon convenç al successor de Loeb d'implementar el Batsenyal com a mitjà per contactar amb Batman i també per espantar delinqüents. És durant aquest temps que el primer Robin, Dick Grayson, esdevé el company de Batman. Gordon inicialment desaprova que un nen s'uneixi a Batman, però aviat acaba per acceptar el noi i per confiar-hi tant com en Batman.
En els anys següents, Gordon ascendeix ben aviat a la posició de Comissari després que ell i Batman es desfan de la corrupció dins del departament. Després de la mort del seu germà i de la seva cunyada, adopta la seva neboda, Barbara. Poc després d'adoptar Barbara, es divorcia de la seva muller, que retorna a Chicago amb el seu fill James, mentre manté la custòdia de Barbara, que finalment esdevé Batgirl. Gordon de seguida dedueix la veritable identitat de l'heroïna, i intenta enfrontar-s'hi, fins al punt de buscar proves al seu dormitori. Tanmateix, se'l mig enganya quan Batman (després de sancionar Batgirl oficialment) fa que Robin es vesteixi com Batgirl mentre Barbara és al terrat amb el seu pare. Gordon continuaria creient que la seva filla és de fet Batgirl, però no tornaria a enfrontar-se amb ella sobre el tema un altre cop, fins anys més tard.

#### Batman: The Killing Joke
En la novel·la gràfica de 1988 The Killing Joke (L'Acudit d'Assassí), el Jòquer segresta Gordon després de disparar i paralitzar Barbara. Ell llavors engabia Gordon en el freak show d'un parc d'atraccions abandonat i el força a mirar fotografies ampliades de la seva filla ferida en un esforç per tornar-lo boig, per demostrar a Batman que fins i tot les persones aparentment normals poden perdre el cap després de tenir "un dia dolent". Batman finalment captura el Jòquer i rescata Gordon. Malgrat el trauma intens que ha sofert, el seny i el codi ètic de Gordon segueixen intactes: insisteix a Batman que capturi el Jòquer sense fer-li cap mal per tal de "mostrar-li que les nostres maneres funcionen."

#### Matrimoni
Poc després que Sarah Essen retorni a la vida de Gordon, revifen la seva relació i es comprometen. Tanmateix, Essen no comprèn per què Gordon necessita tant a Batman, cosa que ocasionalment posa en tensió en la seva relació.
En l'anual Batman: Legends of the Black Knight (Llegendes del Cavaller Fosc) #2, poc abans del seu casament, l'ex-Lloctinent Flass (un company anterior de Gordon) copeja Gordon i segresta James Jr. a canvi de deixar lliure un jutge corrupte. Batman salva James Jr., mentre que Gordon, Essen, Flass i el jutge queden atrapats i han de treballar junts per fugir.
Per un breu període posterior a les històries Knightfall i Prodigal, Gordon és apartat de la seva posició de Comissari i reemplaçat per la seva pròpia muller, degut en part per la seva desconfiança en Batman després que dos substituts — Jean-Paul Vall i Dick Grayson — assumissin el seu lloc i no es molestessin en comunicar-li el canvi.

#### No Man's Land
La història No Man's Land (Terra de ningú) té lloc després que Gotham és destruïda per un terratrèmol i aïllada de tota assistència exterior. Dins de Gotham, Gordon lluita per mantenir l'ordre enmig d'una onada de delictes. Batman està misteriosament absent durant els tres primers mesos, i Gordon se sent traït. Estableix una feble aliança amb Dos-Cares, però l'associació no dura. Dos-Cares segresta Gordon, posant-lo a judici per haver trencat la seva aliança "legalment vinculant". Gordon escapa, tanmateix, i més tard es retroba amb Batman un cop més. En aquesta trobada, Gordon renya Batman per deixar que Gotham "caigui en la ruïna". Batman ofereix revelar la seva identitat secreta com a mostra de confiança, però Gordon evita mirar quan Batman es treu la màscara. Finalment, recuperen la seva amistat.
Al final de la història Terra de ningú, el Jòquer mata Sarah Essen-Gordon. Un Gordon enfurit amb prou feines es refrena de matar el Jòquer, disparant-li al genoll en comptes de matar-lo. Poc temps després, un criminal buscant venjança per un arrest anterior dispara a Gordon. Encara que acaba molt ferit, sobreviu, i finalment aconsegueix una plena recuperació.

#### Jubilació
Gordon es retira de la força policial després d'haver-hi servit durant més de 20 anys. Es queda a Gotham, i ocasionalment gaudeix de visites nocturnes de Batman. Malgrat estar retirat, Gordon sovint es troba arrossegat cap a una sèrie de circumstàncies de vida o mort, com quan el Jòquer li envia flors durant Last Laugh (L'últim riure), o quan un Harvey Dent temporalment reformat contacta amb ell per evitar que Batman mati el Jòquer, o també quan és segrestat per Francis Sullivan (net d'un dels assassins en sèrie més famosos de Gotham) durant la història Made of Wood (Fet de fusta). Després de l'atac de Sullivan, Batman dona a Gordon un telèfon encriptat, anomenat Batphone, en cas que necessités contactar amb ell, el qual també porta un transmissor per si hi hagués problemes. També segueix en contacte amb les agències de la llei del país, el xèrif de la qual fa una petició a Gordon perquè contacti amb Batman per ajudar-los a investigar una sèrie d'assassinats inusuals en un territori dels suburbis fora dels límits de la ciutat. Acaba resultant ser un cas paranormal que implica màgia negra, rituals ocults, i fenòmens sobrenaturals. El Comissari Michael Akins s'ha quedat amb la seva posició, amb molts agents expressant reticència per seguir-lo. Fins i tot Harvey Bullock intenta humiliar Akins davant dels altres agents.
Després que Barbara requereixi cirurgia per contraatacar els efectes mortals del virus Brainiac, Gordon la va a visitar a Metròpolis. Ella li revela la seva funció actual com a Oracle, així com el seu passat com Batgirl. Gordon admet que sabia la seva vida de Batgirl, però li plau saber sobre la seva segona carrera com Oracle.

#### Retorn
Com a part de la història "Un any després" de DC, Gordon ha tornat a esdevenir el Comissari de Gotham. Reconstrueix el Batsenyal, però encara porta el Batphone que Batman li va donar. Les raons per fer això són actualment desconegudes, malgrat que encara hi ha al·lusions a una corrupció extrema dins de la Policia de Gotham. Aquestes al·lusions són recolzades per una sèrie d'esdeveniments dins de Gotham Central, que impliquen especialment al Detectiu Jim Corrigan. Gordon sobreviu un intent d'assassinat a mans del Jòquer (Batman #655), qui l'havia drogat amb el verí Jòquer Venom en un atac al Departament de Policia de Gotham. El porten a temps a l'hospital.

#### Blackest Nit
Durant la història conjunta Blackest Nit (La nit més fosca), mentre es dolia de la mort del Batman original, aparentment mort en acció durant la història Final Crisis (Crisi Final), Gordon i la seva filla són testimonis del xoc de Llanterna Verda contra el Batsenyal, després de ser assaltat per una versió reanimada del difunt Martian Manhunter. Després d'oferir a l'heroi un cotxe de recanvi, els Gordon llavors es troben lluitant per les seves vides contra les versions reanimades dels adversaris originals de Batman a Gotham Central, on Gordon abat amb una escopeta l'assassí en sèrie Abattoir (amb la forma de Llanterna Negra). Són rescatats pels actuals Cavaller Fosc, Robin, Robin Vermell i Deadman, però són atacats més tard pels pares de Batman i de Robin Vermell, els reanimats Grayson i Drake. Mentre Batman i el Robin Vermell lluiten contra les Llanternes Negres, Robin s'emporta els Gordon a la seva base subterrània. Més tard es mostra que Alfred Pennyworth s'ocupa de les seves ferides (Gordon està inconscient, protegint així les identitats secretes de l'equip) juntament amb Barbara a la infermeria del búnquer.

### The New 52
En The New 52, un rellançament de 52 historietes de DC, Gordon encara és el comissari del GCPD i un ex-Marine però és més jove que la seva representació tradicional. Encara té el cabell vermell i el bigoti que du a Batman: Year One. Encara està casat amb la seva muller Barbara, i ell i Barbara són els pares biològics de Barbara "Babs" Gordon (també coneguda com a Batgirl).
Durant la història Forever Evil (Sempre Malvat), el Comissari Gordon entra a la Penitenciaria Blackgate per tal de salvar-ne el director. Quan una guerra pel territori s'inicia entre els presoners d'Arkham, Gordon ajuda a evacuar els ciutadans de la ciutat de Gotham.
En la història Batman Eternal (Batman Etern), Gordon dispara enganyat a un sospitós desarmat en una estació de metro, amb la conseqüència que un tren descarrila i Gordon és arrestat. Malgrat que diversos bandits intenten atacar Gordon mentre és a la presó, Gordon fa servir els exemples de Batman per inspirar terror en els seus 'companys de cel·la' amb mínim esforç fins que és alliberat quan comença l'assalt final a Gotham. Gordon aconsegueix aixecar tot Gotham per recuperar la seva ciutat i ajudar Batman per tot el que ell ha fer per ells.
Després de l'aparent mort de Bruce Wayne en una batalla contra el Jòquer durant els esdeveniments de Batman #40, Gordon agafarà la capal de Batman juntament amb un vestit de diferent estil per lluitar contra el crim a la ciutat de Gotham. Gordon apareix per primer cop com a Batman dins Divergence #1, on se'l mostra patrocinat per la mega-corporació Powers International. Ho considera com "la pitjor idea de la història de Gotham" mentre es vesteix, però accepta l'oferta quan diverses fonts li argumentar que no hi ha ningú més capaç d'entendre Gotham de la mateixa manera que Batman ho havia fet durant els anys. Gordon entén el mèrit d'un Batman que treballa amb el sistema més que fora d'ell. Tanmateix, comença a trobar problemes amb aquest acostament quan descobreix que alguns dels seus anteriors arrestos han estat assassinats mentre estaven en llibertat condicional i se li prohibeix d'investigar el delicte a ell. Gordon més tard coneix un Superman actualment sense poders quan Clark Kent arriba a Gotham per investigar les evidències de què les armes que actualment estan sent utilitzades en contra seva van ser creades a Gotham. Però aquesta reunió inicial deriva en una lluita, ja que Superman no creu que Gordon sigui el nou Batman i Gordon desconfia del Superhome perquè esta treballant amb Lex Luthor. Malgrat els esforços de Gordon, per qüestions polítiques en el departament el nou bandit Bloom destrueix la seva armadura i munta un assalt massiu a Gotham, i això incita un amnèsic Bruce Wayne (inspirat, irònicament, en una conversa amb el també amnèsic Jòquer) per intentar reclamar la seva funció com a Batman.

## Gordon i la identitat de Batman
En la majoria de les versions de la mitologia de Batman, Gordon ignora la seva identitat real. Normalment es deixa intuir que Gordon és suficientment llest com per solucionar el misteri, però escull no revelar la identitat per tal de conservar l'efectivitat de Batman i mantenir-la seva pròpia "negació plausible". En la pel·lícula Batman de 1966, Gordon declara explícitament el seu desig de no saber-ho per aquesta exacta raó. A Batman: Year One, Gordon declara no poder veure bé un Batman desemmascarat (que la seva muller en aquell temps, Barbara, també veu) perquè no s'ha posat les ulleres. Gordon aviat sospita que Bruce Wayne pot ser Batman, encara que mai fa un seguiment de les seves sospites, i que Sarah Essen encerta la seva identitat, fins al punt d'endevinar la motivació de Bruce. A Batman: The Animated Series (La sèrie animada), Gordon deixa ben clar que vol evitar qualsevol investigació profunda en el tema de la identitat de Batman o de Batgirl.
Així mateix, en la història Blind Justice (Justícia Cega) dels anys 80, dins de Detective Comics, el món suposa incorrectament que Batman és mort i Gordon comenta a Bruce Wayne que Batman s'ha guanyat el dret a una jubilació, si així ho desitja. Tot seguit demana consell a Bruce Wayne sobre si ha de revelar o no que Batman segueix viu.
Quan Hugo Strange intenta endevinar ben aviat la identitat de Batman, comença la recerca concentrant-se en els robatoris i assassinats comesos en els últims pocs anys, incitant Gordon -quan descobreix la recerca d'Strange- a fer-li veure que havia comès un error al subestimar les exigències físiques que serien necessàries perquè Batman assolís el nivell d'habilitat que tenia actualment, suggerint que Gordon ja havia considerat iniciar una investigació com aquesta (encara que no decidís posar-la en marxa).
Durant No Man's Land, Batman intenta recuperar la confiança de Gordon revelant-li la seva identitat. Gordon evitar mirar-lo després que ell es tregui la caputxa, però declara que si hagués volgut saber la identitat de Batman podria haver-la descobert anys enrere, i fins i tot afegeix "I fins on tu saps, potser ho vaig fer."
Durant la història de Hush, mentre treballa amb Superman, Batman parla sobre si Perry White ha descobert o no la identitat superhome. El seu argument és que White és massa bon periodista com per no haver descobert la seva identitat, i fa una comparació amb la seva relació amb Gordon, declarant que Gordon és massa bon policia com per no haver descobert la seva identitat. En la mateixa història, Gordon, per evitar que Batman mati el Jòquer, demana a Batman que recordi els seus models (els seus pares) i quines creences li van inculcar. A més, demana a Batman que recordi qui és i quin fet l'ha fet ser qui és, una referència força òbvia al delinqüent que va disparar als seus pares, suggerint que Gordon sap que Bruce Wayne és Batman.
Barbara revela la seva identitat al seu pare a Birds of Prey #89. Gordon llavors revela que era ben conscient del seu estatus com la primera Batgirl des del principi, encara que ell va evitar fer recerca del que feia després de quedar paralitzada. Batman la renya per revelar la seva identitat, dient-li que era una equivocació, però ella li respon dient que, mentre que Batman va ensenyar-li a lluitar contra delinqüents, va ser el seu pare el que li va ensenyar a ser humana.
A Blackest Night: Batman, Gordon està present quan Deadman es refereix a l'actual Batman com a "Grayson" i després que l'actual Robin s'emportés a Gordon i a la seva filla a la nova base subterrània de Batman. Es deixa entendre que Gordon està inconscient quan coneixen a Alfred Pennyworth.
A la conclusió de Batman: The Black Mirror (El Mirall Negre), Gordon deixa entendre clarament a Dick Grayson que és conscient de la seva identitat secreta i de la dels Wayne, quan ell agraeix a Grayson tot el que ha fet per ell en el transcurs de la història. Grayson intenta dissimular això assumint que Gordon es refereix únicament a l'assistència forense l'hi ha donat, però Gordon el talla dient-li que "significa gràcies... per tot." Després d'un llarg moment de silenci, Grayson accepta el seu agraïment.

### Coneixement en altres continuïtats
En la història de Frank Miller The Dark Knight Returns (El Retorn del Cavaller Fosc), Gordon i Bruce Wayne són representats com amics molt propers en les seves identitats civils, amb Gordon havent descobert la seva identitat anys ençà, durant la jubilació de Bruce als quaranta anys.
En la història Batman: Year 100, que té lloc l'any 2039, el Capità Jim Gordon, net del Comissari Gordon, troba un portàtil vell a l'àtic d'una casa de camp propietat de Gordon i descobreix un arxiu secret que assumeix que conté informació perduda sobre Batman. Després de provar nombroses contrasenyes relacionades amb l'univers Batman sense èxit, ho torna a intentar amb la contrasenya "Bruce Wayne" i se li concedeix l'accés als arxius.
En l'univers Flashpoint, Gordon coneix la identitat de Thomas Wayne com a Batman i treballa amb ell amb totes dues identitats.
En la trilogia Batman - Vampire, de la sèrie Elseworlds, Gordon és conscient de la connexió de Batman amb Alfred Pennyworth cap a la segona novel·la de la trilogia, i treballa amb Alfred mentre Batman sucumbeix a la seva nova naturalesa, més fosca. Però el seu coneixement de la identitat de Batman és virtualment irrellevant, ja que Batman ha abandonat la seva vida com a Bruce Wayne després de ser totalment transformat en un vampir mentre lluitava contra Dràcula.
Tal com passa en la majoria de continuïtats, Gordon decideix, en la trilogia de Christopher Nolan, que prefereix seguir ignorant la identitat de Batman i admet que el seu anonimat - fins i tot mort - té valor sociològic. Just abans de l'aparent sacrifici de Batman cap al final de El cavaller fosc: la llegenda reneix, Gordon descobreix la veritat quan Batman fa una referència a la bondat de Gordon cap a ell quan era un nen. Després de la suposada mort de Batman en una detonació nuclear, Gordon assisteix a l'enterrament del taüt buit de Wayne amb Blake i els homes de confiança de Wayne/Batman, Alfred Pennyworth i Lucius Fox.

## Familia

### Pre-Crisi

#### Tony Gordon
En la continuïtat de la Pre-Crisi, James Gordon és el pare biològic d'Anthony "Tony" Gordon. Al principi s'hi refereix com a estudiant universitari, però Tony més tard desapareix mentre s'amaga d'espies comunistes. Més tardà es retroba amb la seva germana Barbara i mor en una batalla amb els Sino-Supermen (Batman Family #12, Detective Comics #482). Dins la continuïtat Post-Crisi, no hi ha hagut cap esment de Tony Gordon.

#### Barbara "Babs" Gordon
Barbara "Babs" Gordon és la filla biològica de James Gordon en la continuïtat Pre-Crisi. També té una doble vida com a bibliotecaria i com la lluitadora disfressada contra el crim Batgirl. Barbara també és l'enllaç de l'Oracle de l'Univers DC. El seu pare és conscient de la seva carrera contra el crim, i està orgullós d'ella.

### Post-Crisi

#### Barbara Eileen-Gordon
Barbara Eileen-Gordon (née Kean) és l'exdona de Gordon. Dins d'una història Post-Crisi, Gordon i Babs visiten la tomba de la seva muller. Aquesta història es refà més tard i es revela que no és morta, que de fet estan divorciats i que ella està vivint a Chicago amb el seu fill, James Gordon, Jr.
Durant la història One Year Later, Gordon fa una referència a la seva exdona dient que "li va bé." Melinda McGraw fa el paper de Barbara Gordon a la pel·lícula El cavaller fosc. Gris DeLisle li posa veu a Batman Year One. Erin Richards fa el paper de Barbara a la sèrie Gotham.

#### Barbara "Babs" Gordon
Barbara "Babs" Gordon (més tard Batgirl i Oracle) és la filla de germà de James Gordon, Roger, i la seva muller Thelma. Quan Babs tenia 12 o 13 anys, Roger i Thelma van morir. Babs es va mudar a Gotham Ciutat i va viure amb el seu oncle, tia i cosí. Finalment, James i Barbara la van adoptar. Quan es van divorciar, Barbara es va mudar a Chicago amb James, Jr. (Secret Origins #20). James Gordon va romandre a Gotham i va mantenir la custòdia de Babs.
Recentment ha estat revelat que James havia sortit amb Thelma abans que qualsevol d'ells es casés i podria que fos el pare biològic de Babs (Batman: Gotham Cavallers #6). En el reboot The New 52, es revela que Barbara "Babs" Gordon és la filla biològica de James Gordon i la seva muller Barbara, i és la germana gran de James Gordon, Jr.

#### James Gordon, Jr.
Gordon i la seva muller Barbara Kean-Gordon són els pares d'un nen que van anomenar James Gordon, Jr. (Batman #404-407). James Jr. I la seva mare es muden a Chicago després del divorci amb James Gordon. Després de la seva introducció a Batman: Year One, el personatge va aparèixer gairebé exclusivament en els còmics propis de l'era Year One, i ha passat virtualment sense mencionar en el present. En la història d'Scott Snyder Batman: The Black Mirror, es reintrodueix a James Jr. com un adult, i s'estableix que és un sociòpata que mata i tortura per plaer. És institucionalitzat com a adolescent després que desfigurés un xofer d'autobús escolar que el va insultar. Després d'alliberar-se, anys més tard, comet una sèrie d'assassinats brutals, i intenta inculpar el Jòquer dels seus propis delictes. Després de gairebé matar la seva mare, i de captura la seva germanastra, James Jr. és detingut pel seu pare i per Batman (Dick Grayson), i acaba institucionalitzat a Arkham.
En The New 52, James Jr. apareix en la sèrie Batgirl. Fuig d'Arkham i comença a assetjar la seva germana, a qui veu com a rival per l'afecte del seu pare. La sèrie revela que ell intencionadament va causar el divorci dels seus pares: va matar un gat que la seva mare havia comprat per Barbara i llavors va amenaçar de matar la seva germana si no abandonava la familia i l'amenaçà de matar-la si mai intentava posar-s'hi en contacte.
Una versió diferent de James Gordon, Jr. apareix breument en les pel·lícules Batman Begins i El Cavaller Fosc, i és representat com el fill jove de James i Barbara Gordon. En la segona pel·lícula, Dos-Cares intenta matar el noi per tal de venjar-se de Gordon, a qui culpa per la mort de la seva promesa, Rachel Dawes. Batman salva James Jr. empenyent a Dos-Cares daltabaix d'un sostre, matant-lo.

#### Sarah Essen
Sarah Essen (Batman Annual #13, Batman: Legends of the Dark Knigh Annual #2) era en primera instància esmentada com la muller de Gordon durant la història futura Batman: The Dark Knight Returns. Apareix plenament per primer cop a Batman: Year One com una companya de feina amb qui Gordon té un afer extramatrimonial. Després d'adonar-se de que no podrien estar junts, ella es va transferir fora de l'estat. Anys després que Gordon es divorciés de la seva muller, Sarah retorna a Gotham i els dos continuen la seva relació. Després de casar-se amb Gordon, Sarah és assassinada pel Jòquer al final de la història No Man's Land. Seguint els esdeveniments de Flashpoint, en la línia temporal de The New 52, el matrimoni de Sarah i Gordon mai ha passat, i Barbara Eileen Gordon és l'única dona amb qui James Gordon s'ha casat. La situació de Sarah en aquesta nova continuïtat és desconeguda.

## Altres versions

### The Dark Knight Returns
James Gordon apareix en la sèrie limitada Batman: The Dark Knight Returns, el qual presenta un futur on un Gordon retirat no només sap la identitat de Batman, sinó que a més és bon amic de Bruce Wayne. També fa un cameo a Batman: The Dark Knight Strikes Again. Ja retirat, escriu un llibre sobre Batman, de qui es creu que és mort.
Gordon també apareix mencionat en la primera emissió de la sèrie All Star Batman and Robin the Boy Wonder (Batman, La Gran Estrella i Robin, el Noi Meravella), establert en el mateix univers que The Dark Knight Returns. Va fer una plena aparició en l'emissió #6, com a capità policial, tenint una conversa amb la seva exsòcia Sarah Essen sobre Batman. Encara està casat amb Barbara Kean Gordon, que ara és alcohòlica, i té un fill, James Jr. Tal com passa en les altres continuïtats, la seva filla, Barbara, que té 15 anys, esdevé Batgirl. Frank Miller ha comentat que la sèrie s'estableix en el seu Univers del Cavaller Fosc, el qual inclou totes les obres de Batman fetes per Miller, per tant la inclusió de Barbara confirma que Gordon va tenir dos fills durant Batman: Year One, com a mínim dins la versió de Miller de la continuïtat.

### JLA: Earth 2
En la Terra Antimatèria, on el malvat Sindicat del Crim d'Amèrica és viu, la contrapartida de James Gordon és un cap del crim anomenat Boss Gordon, un aliat d'Owlman. És el líder del crim organitzat de la ciutat fins que el seu imperi és tombat per Batman i pel Comissari Thomas Wayne.

### JLA: El Clau
En un món on Superman mai va ser trobat pels Kent, es fa referència a Gordon havent estat assassinat poc abans dels esdeveniments de la història, resultant en la concessió de poders d'autoritat extra al departament de policia de Gotham durant la seva absència, tot i que aquests mai s'acaben d'explicar.

### Batman: Gotham Noir
En el títol d'Elseworlds Batman: Gotham Noir, Jim Gordon és un detectiu privat alcohòlic molt dur que deixa la policia després de fracassar a l'hora de solucionar la desaparició d'un jutge. És l'examant de Selina Kyle i el company d'armes de Bruce Wayne.

### Batman: In Darkest Knight
En la història d'Elseworlds Batman: In Darkest Knight (En el Cavaller més Fosc), Jim Gordon és un policia sincer que recela de Llanterna Verda (que, en aquesta realitat, és Bruce Wayne) a causa del poder quasi infinit. Llanterna Verda busca a Gordon per tal de descobrir la identitat de l'home que va matar els seus pares, però Gordon el renya. Més tard, canvia d'opinió i comença a investigar, però és interromput i assassinat per Sinestro, el qual li destrossa el cor.

### Vampire Batman
En la història Vampire Batman de la trilogia d'Elseworlds que va començar amb Batman & Dràcula: Red Rain (Pluja Vermella). Gordon descobreix que un aquelarre de vampirs, dirigit pel mateix Dràcula, és al darrere d'una sèrie d'assassinats. Dràcula el captura, però desafia el vampir fins i tot mentre sagna d'un tall al coll, i això permet a Batman arribar a temps per salvar Gordon d'una hemorràgia mortal abans d'enfrontar-se a Dràcula. El Cavaller Fosc ara és un vampir i venç gràcies a l'ajut d'uns vampirs renegats que s'oposen a Dràcula. En la seqüela Batman: Bloodstorm (Tempesta de Sang), Gordon i Alfred col·laboren i formen un equip per eliminar una nova família de vampirs a plena llum del dia, mentre dormen, i tot acaba culminant amb ell i Alfred sent forçats a clavar una estaca a Batman després que ell sucumbeixi al vampirisme i xucli la sang del Jòquer. La tercera part de la trilogia— Batman: Crimson Mist (Boira Carmesina)— ens presenta a Gordon i a Alfred forçats a treballar amb Dos-Cares i Killer Croc per parar el vampir Batman, que va retornar de l'estacament i amb l'objectiu posat en el Pingüí, Enigma, l'Espantaocells i Poison Ivy, als quals acaba matant. Gordon declara amb gravetat que, encara que siguin delinqüents els únics que estan sent assassinats, l'home que coneixien mai hauria matat. La història conclou amb l'esclafament de Gordon sota les runes de la Batcova després que es plantessin explosius per destruir-la, per poder exposar Batman a la llum solar i acabar així el seu regnat de terror.

### Terra-8
En la història Lord Havok and the Extremists #3, un versió alternativa de Gordon, conegut com a Zombi Gordon, és presentat com a membre de l'exèrcit de Monarch. Malgrat ser una bèstia afamada de carn, el Bat-Soldat l'aconsegueix mantenir sota control, gràcies a una gran cadena.

### Flashpoint
En la línia temporal alternativa Flashpoint, James Gordon és el cap de policia, en comptes de ser-ne el comissari, i a més treballa amb Thomas Wayne, la versió de Batman de l'univers Flashpoint. Més tard, Gordon intenta convèncer Batman que no ha de lluitar contra els bandits per si sol, però Batman ho rebutja. Quan Gordon localitza Martha Wayne (la versió del Jòquer en aquesta continuïtat) a la vella Mansió Wayne, entra sense reforços. Enganya a Gordon perquè dispari a la filla de Harvey Dent, disfressa de Jòquer i asseguda en una cadira, amb la boca tapada amb cinta aïllant i un somriure dibuixat sobre la cinta. Llavors Martha apareix i degolla a Gordon, que acaba morint per l'efecte del verí Joker Venom.

### Earth One
En la novel·la gràfica de Geoff Johns i Gary Frank, Batman: Earth One, Jim Gordon és el personatge principal. En la història, és un home trencat que ha deixat de lluitar contra la corrupció fins a l'aparició de Batman. També apareix com a company d'un jove Harvey Bullock. Durant la recerca del culpable dels assassinats de "Birthday Boy", Gordon i Batman posen a banda les seves diferències per poder parar l'assassí salvant en el procés la filla de Gordon, Barbara. En la seqüela, Gordon comença la seva aliança amb Batman per combatre Enigma, el qual trama prendre les restes de l'imperi criminal d'Oswald Cobblepott.

### Injustice: Gods Among Us
En la preqüela del videojoc Injustice: Gods Among Us (Injustícia: Déus Entre Nosaltres), Gordon descobreix gràcies a la visió de raigs X de Superman que té càncer de pulmó terminal. Més tard ell, Bullock i Montoya uneixen forces amb Batman i Fletxa Verda per lluitar contra el Règim, i junts ataquen la Sala de la Justícia. L'home que Batman té a l'interior, Lex Luthor, nota que el càncer de Gordon està empitjorant per l'ús de les "súper píndoles" que donen a les persones habilitats sobrehumanes. Gordon es pren dues píndoles per salvar Batman i Barbara, accelerant el càncer fins al punt que només li queden uns minuts de vida. Després de la batalla, Gordon dona les gràcies a Batman i s'acomiada de Barbara mentre mor, mirant cap avall a la Terra.

## En altres mitjans de comunicació

### Televisiu

#### Acció en viu
- En el sèrie Batman dels anys 60, el Comissari Gordon va ser interpretat per Neil Hamilton, i se'ns presenta com, no només tenint el Batsenyal a la seva disposició, sinó també un telèfon d'emergència vermell (conegut com el Batphone) que connecta directament a la Batcova, el Batmòbil i (sense el coneixement de Gordon) a l'estudi de Bruce Wayne. Els operadors de la centraleta de Gordon són mostrats dues vegades sent capaços d'entroncar trucades entrants al circuit del Batphone, permetent a Gordon telefonar a Batman des d'ubicacions remotes (irònicament, un cop des de la Mansió Wayne i un altre des d'una cabina telefònica adjacent a la que estava sent utilitzada per Bruce Wayne). Batman i Robin són visitants regulars a la seva oficina. La sèrie mostra ocasionalment la seva dependència de Batman. En el capítol "The Devil's Fingers" (Els Dits del Diable), quan Batman es troba aparentment il·localitzable, Gordon i el Cap de Policia O'Hara lamenten que hauran de solucionar un cas per ells mateixos; això contrasta amb el cold open (inici en fred) de l'episodi pilot "Hi Diddle Riddle" (joc de paraules, Hola, Enigma Estafador), en el qual Gordon de mala gana decideix convocar Batman només després que O'Hara i tots els seus caps de l'agència es reuneixin i unànimement decideixin que Enigma està massa lluny de les seves capacitats. En aquesta versió, Gordon té com a mínim dos fills adults: el gran queda sense especificar però li ha donat com a mínim dos nets, i la petita és Barbara (i, que el seu pare ho sàpiga, Batgirl), però no es fa cap esment de la seva muller.[34]
- En la sèrie de 2014 de la Fox Gotham, James "Jim" Gordon és interpretat per Ben Mckenzie i és presentat com un detectiu novell idealista en el corrupte Departament de Policia de la Ciutat de Gotham i un veterà de guerra de l'Exèrcit dels Estats Units. El seu difunt pare era advocat de districte a Gotham, i el cap del crim Carmine Falcone declara que el tenia sota contracte. Gordon és el primer agent policial que entrevista Bruce Wayne després de l'assassinat seus pares a l'episodi pilot, i jura solucionar el crim.[35] De seguida és dirigit a través de la part més fosca de ciutat, gràcies al seu ombrívol soci Harvey Bullock i al delinqüent de poca monta Oswald Cobblepot. També fa dos nou aliats: un lladre de carrer adolescent anomenada Selina Kyle que va presenciar l'assassinat dels Wayne i l'ajudant d'advocat del districte de Gotham, el jove Harvey Dent, que promet ajudar Gordon a troba l'assassí. La sèrie també retrata els seus idil·lis turbulents amb Barbara Kean i la física d'Arkham Leslie Thompkins, els seus esforços per lliurar el GCPD de corrupció, i la seva recerca per evitar que la bilionària corrupta Theo Galavan i l'Ordre Sagrat de Sant Dumas de quedar-se e control de la ciutat. Aquesta versió del personatge comet el que podria ben bé ser assassinat en dues ocasions: és forçat a matar un gàngster mentre "cobra un deute" per Cobblepot, i dispara a Galavan al cap mentre aquesta està desarmada.[36][37]

#### Animació
- L'actor Ted Knight va proporcionar la veu de James Gordon a The Batman/Superman Hour.
- James Gordon fa dues aparicions a Super Friends:
  - Apareix per primer cop a Challenge of the Superfriends (El Repte dels Superamics), doblat per Danny Dark. En l'episodi "Superfriends, Rest In Peace", Enigma i Cheetah segresten a Gordon per poder matar Batman amb el Noxium Crystal.
  - El segon cop és a The Super Powers Team: Galactic Guardians (L'Equip dels Súper Poders: Guardians Galàctics). En l'episodi "The Fear", Gordon i Jonathan Crane intenten trobar i arrestar l'Espantaocells. Gordon i Batman desconeixen tots dos que Crane és l'Espantaocells.
  - També apareix en alguns dels còmics relacionat amb el programa.
- En la sèrie animada de Filmation de l'any 1977 titulada The New Adventures of Batman (Les Aventures Noves de Batman), Lennie Weinrib dona veu al Comissari Gordon.
- El personatge també ha aparegut a l'Univers Animat de DC, i ha estat doblat pel veterà actor de veu Bob Hastings:
  - El Comissari Gordon apareix inicialment en la sèrie animada dels 90 Batman: The Animated Series. La seva relació amb Batman era similar a la que tenien en els còmics. Moltes escenes de la sèrie presenten a Batman i al Comissari tenint reunions clandestines al costat del Batsenyal. Un flashback en l'episodi "Robin's Reckoning" (La conclusió de Robin) ens descriu la versió jove de Gordon amb cabell vermell. En l'episodi "I Am The Night" (Sóc la Nit), és revelat que Batman veu Gordon a com un pare - tindria la mateixa edat que el seu propi pare si aquest encara estigués viu - i l'afecta profundament que Gordon sigui ferit greument pel delinqüent Jimmy "The Jazzman" Peek. El Comissari Gordon també ha aparegut a Batman: Mask of the Phantasm i a Batman & Mr. Freeze: SubZero.
  - El Comissari Gordon ha aparegut en The new Batman Adventures. Com la resta del repartiment, Gordon va ser redissenyat per la sèrie nova. Tot i que el seu nou disseny és relativament similar a l'anterior, la seva complexió esdevingué més esvelta que abans, i el seu cabell es va retallar en un disseny pla de la part superior. En l'episodi "Holiday Knights" se'ns mostra que Batman i Gordon es troben cada any per la festa d'Any Nou en un sopar per celebrar la seva "supervivència", tal com ho diu Gordon. En l'episodi "Over the Edge", Barbara Gordon pateix les toxines de la por de l'Espantaocells, produint-li un malson en el qual Batgirl mor en combat sense dir al seu pare el seu secret. Gordon culpa Batman per la mort de Barbara, i llança una cacera contra el seu ex-aliat després de descobrir la seva identitat secreta a l'ordinador de Barbara. Després del malson, Barbara intenta admetre que és Batgirl al seu pare, però ell li diu que confia en ella en qualsevol elecció i que la seva filla no necessita explicar-li res. L'episodi implica que Gordon ja sap que la seva filla és Batgirl, però ho manté en secret. El Comissari Gordon també apareix a Superman: The Animated Series. A "World's Finest" (primer part), investiga un robatori en què una estàtua de drac feta de Kriptonita és robada. A "Knight Time", Gordon espera a Batman amb la Detectiu Renee Montoya. El que Gordon no sap és que està parlant amb un Superman disfressat. El Comissari Gordon també va aparèixer a Batman: Mistery of the Batwoman.
  - El Comissari Gordon va aparèixer a Static Shock (Xoc Estàtic). En l'episodi "Hard as Nails", Batman i Static el visiten quan Poison Ivy i Harley Quinn roben un vaixell de carga ple de lingots d'or.
  - La sèrie Batman Beyond (Batman, Més Enllà) mostra Barbara Gordon seguint els passos del seu pare com a nova Comissària de Policia de Gotham amb una fotografia de Jim Gordon damunt del seu escriptori. A Batman Beyond: Return of the Joker (El Retorn del Jòquer), Barbara Gordon revela a Terry McGinnis que el seu pare era una de les poques persones que sabien què li va passar a Tim Drake, implicant que també sabia i havia mantingut en secret la identitat real de Batman.
- James Gordon va aparèixer a la sèrie d'animació The Batman, doblat per Mitch Pileggi. En aquesta versió, Gordon ha estat nomenat Comissari de la Policia de la Ciutat de Gotham recentment després d'un incident que implica el Jòquer, el Pingüí, i Enigma. Acaba amb la cacera contra Batman i fa públic el seu suport al lluitador contra el crim per tal d'ajudar a fer Gotham més segura per la seva filla Barbara Gordon.
- El Comissari Gordon és al·ludit a Batman: The Brave and The Bold (El Valent i l'Atrevit). A "Deep Cover for Batman!", Batman truca al Comissari per dir-li que ha frustrat la gresca de delictes de mots encreuats d'Enigma. En "The Color of Revenge", un flashback revela que Batman va rebre una trucada de Gordon en què li explicava que Crazy Quilt havia entrat al museu per robar l'Amplificador d'Emissions de Llum Estimulades. Al final de l'episodi, Batman rep un missatge de Gordon que declara que Killer Moth ha segrestat el tren que transporta els diners del Banc de Gotham. A "The Super Batman of Planet X", la seva contrapartida Zur-En-Arrh és el Canceller Gor-Zonn (doblat per Corey Burton) qui informa al Batman de Zur-En-Arrh dels atacs de Rothul. A "The Knights Of Tomorrow", Gordon fa una aparició al casament de Bruce Wayne i Selina Kyle com a part d'una història que Alfred Pennyworth estava escrivint. També apareix sense guió en l'episodi "The Vile and The Villainous".
- El Comissari Gordon apareix en l'episodi de Young Justice "Misplaced", doblat per Corey Burton.
- El Comissari Gordon apareix en la sèrie de curts Super Best Friends Forever.[38]
- El Comissari Gordon fa cameos a la sèrie Teen Titans Go!. La majoria de les seves aparicions les fa en companyia de Batman. A "La Larva de Amor", mentre Silkie està flotant riu avall en una galleda, Silkie flota pel costat de Batman i de Gordon, que estan pescant en un moll. A "Girl's Night Out", Gordon és vist en el seu cotxe policial rient amb Batman quan veuen passar Starfire, Raven i Jinx corrent a tota velocitat amb la policia perseguint-los. Després d'això, continuen rient.
- Una versió més jove de James Gordon apareix a Beware The Batman, doblada per Kurtwood Smith. Comença com un lloctinent que recela de Batman, xocant frontalment amb el suport que li dona Barbara. Gordon, de mala gana, fa equip amb Batman per salvar Barbara de Tobias Whale i Phosphorus Rex, i gradualment comença a confiar en Batman i a treballar al seu costat, fins al punt d'instal·lar el Batsenyal. A "Nexus," Gordon és ascendit a comissari policial després que el Comissari Correa és assassinat per ninjes que treballaven per la Lliga d'Assassins.

### Pel·lícula

#### Acció en viu
- En el serial televisiu de 15 episodis de 1949 Batman and Robin, el Comissari Gordon va ser interpretat per un regular d'Ed Wood, Lyle Talbot.
- El Comissari Gordon va ser interpretat per Neil Hamilton a Batman: The Movie, basada en la sèrie de televisió dels anys 60. Aconsellava a Batman i Robin sobre quins superbandits estaven en llibertat.
- En les adaptacions al cinema de Batman de Tim Burton/Joel Schumacher, el Comissari Gordon és interpretat per Pat Hingle.
  - A Batman (1989), Gordon considera Batman un rumor en el millor dels casos i un vigilante en el pitjor dels casos, tanmateix al final de la pel·lícula Gordon reconeix públicament la utilitat de l'heroi i ajuda a presentar el Batsenyal. La muller de Gordon apareix breument a Batman, però no és vista o esmentada en les seqüeles.
  - A Batman Returns (1992), quan el Pingüí ha aconseguit que culpessin Batman d'assassinat, es deixa entendre que Gordon no n'està gaire convençut, ja que no està disposat a fer servir força letal per capturar-lo, i públicament es refereix a la presència de Batman en l'escena del crim com a "purament circumstancial".
  - A Batman Forever (1995), Gordon apareix amb molt bona relació amb Bruce Wayne. Arriba a l'escena de l'aparent suïcidi de l'empleat de Wayne Enterprises Fred Stickley inconscient de que de fet ha estat assassinat per Edward Nygma.
  - Tot i que Barbara Gordon és la seva filla en la majoria de les continuïtats, a Batman & Robin (1997), Batgirl és presentada com la neboda d'Alfred Pennyworth, Barbara Wilson. En l'última aparició del Comissari Gordon en la pel·lícula, Poison Ivy utilitza les seves feromones per fer-lo caure enamorat d'ella per tal d'aconseguir les claus de la seu policial i del Batsenyal, gairebé matant-lo amb el seu petó tòxic.
- En la trilogia reboot de Christopher Nolan, Gordon és interpretat per Gary Oldman.
  - Batman Begins (2005) mostra l'ascens de Gordon de policia a Sergent, i a Lloctinent al final de la pel·lícula. En el començament de la pel·lícula, Gordon fa el que pot per consolar un Bruce Wayne de vuit anys després de l'assassinat dels seus pares, quan el Comissari Loeb entra i diu a Bruce que la policia ha capturat a Joe Chill. Bruce més tard reconeix a Gordon com un dels pocs policies honestos de la ciutat i sempre recorda la bondat que va mostrar a Bruce de nen, i així, després d'esdevindre Batman, Gordon és la primera persona del departament de policia amb la qual Batman contacta. Els dos formen una aliança secreta contra l'imperi criminal de Carmine Falcone. Gordon es demostra important quan Batman lluita contra Ra's al Ghul. Batman encarrega a Gordon la tasca de destruir les vies del monocarril usant el Tumbler, evitant el pla de Ra's de destruir la ciutat. És ascendit a Lloctinent i presenta el Batsenyal. La pel·lícula acaba amb Gordon parlant d'un altre criminal que roba bancs i deixa una targeta de visita amb la forma de la carta del Jòquer. Molts crítics, i l'escriptor David S. Goyer, han notat que la versió de Gary Oldman té una forta semblança amb la manera que el personatge va ser dibuixat per David Mazzucchelli a Batman: Year One.[39]
  - A The Dark Knight (2008), Gordon dirigeix la Unitat de Delictes Importants del GCPD i forma una tènue aliança amb Batman i el recentment elegit advocat del districte Harvey Dent per fer caure els sindicats de crim organitzat de Gotham. Quan el Jòquer revela que el Comissari Loeb és un dels seus pròxims objectius, Gordon arriba a la oficina amb altres agents per oferir protecció, però és incapaç de parar Loeb de beure un got de whisky enverinat. Al funeral de Loeb, Gordon evita l'intent d'assassinat del Jòquer contra el Major Garcia, fingint la seva pròpia mort en el procés per protegir la seva família. Després que Harvey clami ser Batman, Gordon es disfressa com un agent dels SWAT i dirigeix el camió blindat que està portant Harvey a la garjola del comtat per ser processat. Després d'una batalla en cotxe amb el Jòquer, Gordon rescata a Batman i a Dent, captura el Jòquer i és ascendit a Comissari de la Policia per l'alcalde. Hores més tard, dos policies corruptes i els homes del Jòquer segresten a Dent i a Rachel Dawes, col·locant-los dins d'edificis separats amb bidons de gasolina preparats per explotar. Mentre Batman és capaç de rescatar a Harvey Dent, Gordon arriba a la ubicació de Rachel però la bomba explota i mata Rachel. Dent, desfigurat per l'explosió i després de perdre el seny pel dol, es converteix en el vigilante Dos-Cares i busca venjança contra Gordon, a qui culpa de la mort de Rachel. Llença la seva moneda característica per decidir si el fill de Gordon ha de morir, però Batman empeny Dos-Cares daltabaix de l'edifici, matant a Harvey Dent. Per tal que la imatge de Dent com el "Cavaller Blanc" de la ciutat es mantingui, Batman assumeix la culpa de tots els assassinats de Dues-Cares, de manera que el públic mai tindrà coneixement de la seva follia, i la persecució del crim de Dent quedarà intacta. Gordon accepta de mala gana. Després del memorial per Harvey Dent com a heroi de la ciutat, Gordon destrueix el Batsenyal públicament davant del Departament de Policia i demana una cacera contra Batman. Mentre Batman fuig, Gordon assegura al seu fill que Batman no és només un heroi: Batman és un 'Cavaller Fosc'.
  - A The Dark Knight Rises (2012), Gordon sent remordiments per encobrir els crims de Harvey Dent i es planteja dimitir i revelar la veritat a la ciutat. En aquest moment, la muller de Gordon l'ha deixat i s'ha endut els seus nens. Els homes de Bane disparen Gordon, deixant-lo en una condició crítica. Un Bruce Wayne disfressat el visita a l'hospital, i Gordon implora al seu vell aliat que reprengui la lluita contra el crim. Es fa amic de John Blake i ascendeix el jove agent de policia novell a detectiu després de veure en l'home la dedicació i idealisme que un cop va tenir. Després que Bane derroti Batman i atrapi a la majoria del Departament de Policia de la Ciutat de Gotham sota terra, Gordon s'aconsegueix aixecar del llit i derrota als operatius de la Lliga de les Ombres que el van intentar matar en la seva habitació d'hospital. Bane exposa públicament els delictes de Harvey Dent i la complicitat de Gordon a l'hora d'encobrir-los, i fa de Gordon el seu presoner. Gordon i els agents de policia que són amb ell són més tard atrapats per Bane i portats al fals judici de Jonathan Crane (al qual Crane s'hi refereix com una "audiència per sentència") on se'ls hi dona una elecció entre mort o exili. Gordon diu a Crane que no aniran al gel ni de bon grat ni a la força i que prefereix la mort. Crane sentencia a Gordon i els seus homes a una "mort per exili" (sent forçats a caminar a través del riu congelat només per acabar caient dins del riu a través del gel prim trencat), però és salvat per Batman que s'encarrega dels homes que han de supervisar el compliment de la sentència. Més tard, Gordon troba un camió que porta una bomba nuclear amb l'objectiu d'aniquilar la ciutat i hi col·loca un dispositiu al damunt per tal de bloquejar-ne el senyal d'activació. En la batalla final contra Bane, Talia al Ghul, i la Lliga de les Ombres, Batman revela crípticament la seva identitat real a Gordon abans de sacrificar-se a ell mateix per frustrar el pla de la Lliga de les Ombres de destruir la ciutat. Després del memorial al funeral de Bruce Wayne, Gordon descobreix que el Batsenyal ha estat reparat.

#### Animated
- A Justice League: The New Frontier (Lliga de Justícia: La Nova Frontera), el personatge fa un cameo en l'escena de l'interrogatori amb King Faraday i Martian Manhunter.
- James Gordon va aparèixer a Batman: Gotham Knight (El Cavaller de Gotham), doblat per Jim Meskimen.
- El Comissari Gordon fa un cameo a Batman: Under The Red Hood (Sota la Caputxa Vermella), doblat per Gary Cole i sense acreditar, durant l'enfrontament entre el Jòquer i Caputxa Vermella.
- El guanyador del premi Emmy Bryan Cranston va doblar el Lloctinent James Gordon en l'adaptació en pel·lícula d'animació de Batman: Year One.[40]
- El Comissari Gordon apareix en les dues parts de Batman: The Darl Knight Returns, doblat per David Selby.
- El Comissari Gordon apareix a Lego Batman: The Movie - DC Super Heroes Unite, una adaptació del videojoc del mateix nom, amb Townsend Coleman reprenent el seu paper.
- El Comissari Gordon apareix a Son of Batman, doblat per Bruce Thomas.[41]
- El Comissari Gordon apareix a Batman: Assault on Arkham, doblat per Chris Cox.
- El Comissari Gordon apareix a Batman Unlimited: Animal Instincts, doblat per Richard Epcar.[42]
- El Comissari Gordon apareix a Batman Unlimited: Monster Mayhem, doblat un altre cop per Richard Epcar.

### Videojocs
- James Gordon apareix en el videojoc Batman Begins doblat per Fred Tatasciore
- El Comissari Gordon apareix a DC Univers Online, doblat per Ken Webster. Apareix com a personatge de suport pels herois.
- El Comissari Gordon fa una aparició cameo a Injustice: Gods Among Us. En l'escena d'obertura (que té lloc en una realitat alternativa) se'l veu mirant les notícies sobre la destrucció de Metropolis per acte del Jòquer amb un míssil nuclear. En el final de Batgirl, es revela que la versió de la realitat alternativa del seu pare va ser matada pel Règim per ajudar la Insurgència.

#### Sèrie Lego
- El Comissari Gordon apareix a Lego Batman: The Video Game per PlayStation 3, DS de Nintendo, Wii, PlayStation 2, PC, i Xbox 360. Apareix com a enemic final en la història dels bandits (excepte en la versió de DS) i és un personatge jugable.[43] Els seus efectes vocals són proporcionats per Keith Ferguson.
- El Comissari Gordon apareix a Lego Batman 2: DC Super Heroes, doblat per Townsend Coleman.
- La versió de The Dark Knight Trilogy de James Gordon apareix a Lego Batman 3: Beyond Gotham.

#### Sèrie Arkham
El Comissari Gordon és un personatge de suport en la franquícia Batman: Arkham on és doblat per Tom Kane a Arkham Asylum, David Kaye a Arkham City, Michael Gough a Arkham Origins i Jonathan Banks a Arkham Knight.
- A Batman: Arkham Asylum, és introduït acompanyant Batman en la readmissió del Jòquer recentment capturat, al començament del joc. Un cop el Jòquer s'escapa, Batman diu a Gordon que avisi el director i després va rere el Jòquer. Quan Batman segueix al Jòquer fins l'altra banda de Tractaments Intensius, el Jòquer mostra imatges de vídeo en les quals Frank Boles (un guàrdia que treballa amb el Jòquer) agafa Gordon com a ostatge. Fent camí per alliberar Gordon, Batman troba l'Espantaocells arrossegant Gordon i aparentment matant-lo. Més tard és revelat que el mort que Batman havia trobat era de fet un guàrdia que semblava Gordon per l'efecte del gas de l'Espantaocells. Encara que Boles és matat de seguida que el Jòquer s'adona que Batman seguia el guàrdia, Harley Quinn manté Gordon sota vigilància en les instal·lacions mèdiques. Batman arriba a aturar Harley i allibera Gordon que li informa que Bane també és per la zona. Després de la batalla amb Bane, que acaba amb el Batmòbil destruït i Bane sota l'aigua, Gordon embarca en un transbordador amb un guàrdia per ser retornat a Gotham per Batman per gestionar el cas de la bomba. Gordon no torna a aparèixer un altre cop fins al final del joc, quan Batman s'enfronta a Jòquer per últim cop. Un cop el Cavaller Fosc derrota els dos guàrdies induïts pel verí Titan i els múltiples sequaços del Jòquer, Gordon és deixat caure des del sostre lligat (com, quan i per què va retornar a l'illa no s'explica mai, però l'agent que conduïa la barca podria haver estat un altre dels "homes de dins" del Jòquer). El Jòquer apunta la pistola de dards Titan a Gordon i prem el gallet, però Batman salta de seguida davant de Gordon per rebre ell l'impacte. El Jòquer llavors utilitza el Titan contra si mateix. Més tard, Gordon es troba al sostre lligat a una cadira elèctrica mentre el Jòquer Tità i Batman (que utilitza la cura en ell mateix) batallen. Una cop el Jòquer és derrotat, de seguida s'uneixen a Gordon i Batman múltiples membres del GCPD i del SWAT. Gordon està parlant amb la seva filla Barbara Gordon (o Oracle) sobre els esdeveniments d'aquella nit. Gordon s'ofereix a portar fins a casa a Batman, considerant que el Batmòbil havia estat destruït, quan una alerta a la ràdio de Gordon declara que Dos-Cares ha robat el segon banc nacional de Gotham, i observa com Batman se'n va en el seu Batwing. També s'esmenta en un flashback induït per l'Espantaocells que Gordon va ser l'únic agent que va mostrar compassió al jove Bruce Wayne la nit que els seus pares van ser assassinats. També apareix en els mapes de reptes del Jòquer en la versió de la PS3 en la qual uneix els guàrdies d'Arkham per lluitar contra el Jòquer.
- A Batman: Arkham City, envia policies dirigits pel Sergent Tom Miller per descobrir què és realment Arkham City, la ciutat d'Arkham. Apareix al final del joc just abans dels crèdits, preguntant repetidament a un Batman impassible sobre què havia passat dins d'Arkham City, mentre Batman treu a fora el cadàver del Jòquer. Escanejant la ràdio per trobar el senyal del GCPD poc després de l'arrest de Bruce Wayne, el joc donarà al jugador un breu missatge de so de Gordon dient a un emissari que informi a tots els agents per portar els arrestats al GCPD en lloc d'Arkham City perquè, tal com ell ho diu, "els advocats de Wayne faran l'agost amb tot això". Gordon també apareix en el DLC Harley Quinn's Revenge com un altre dels aliats del Cavaller Fosc que està preocupat pel seu estat mental d'ençà de la mort del Jòquer.
- A Batman: Arkham Origins, James Gordon és presentat amb el cabell taronja i és descrit com a Capità del GCPD. La història ocorre una dècada abans, Gordon encara no ha forjat una aliança amb Batman, veu el Cavaller Fosc com una amenaça i un llunàtic, i s'oposa a la seva filla Barbara Gordon que veu al vigilante com un heroi. Durant la incursió de Batman dins del GCPD, Batman topa amb Gordon mentre intenta fugir i el desarma sense causar danys, intentant explicar-li inútilment que són del mateix bàndol. Després de salvar la vida de Gordon quan el líder del SWAT Branden gairebé li dispara per accident, fuig, encara que Gordon queda inconscient en el procés. Gordon apareix més tard per arrestar el Jòquer després del tiroteig a l'Hotel Reial, i més tard un altre cop quan pren control de la policia per evitar que Firefly enderroqui el pont. Quan Batman arriba, rebutja escoltar als seus avisos sobre les bombes i insisteix a Batman la rendició de Firefly. Finalment entra en raó i l'esquadró antibombes desactiva la bomba, permetent a Batman derrotar Firefly. Quan el Jòquer pren el control sobre la presó Blackgate, Gordon arriba per parar el caos però la seva vida està en perill quan el Jòquer el lliga a una cadira elèctrica que s'engegarà si Batman no mata Bane a temps. Batman atura momentàniament el cor de Bane a temps per salvar Gordon, i els dos treballen junts per derrotar el Jòquer. Tot i que Gordon encara se sent obligat a arrestar Batman, aquest desapareix, i Gordon decideix que la ciutat necessita Batman. Més tard, de mala gana, demana ajuda a Batman per capturar a diversos presoners fugitius de Blackgate.
- James Gordon apareix a Batman: Arkham Origins Blackgate.
- A Batman: Arkham Knight, Gordon perd la confiança en Batman després que Barbara és segrestada per l'Espantaocells i Batman revela que l'han segrestada perquè treballava amb ell. Intenta anar rere l'Espantaocells per si sol però acaba sent capturat i presencia l'enfrontament entre el Cavaller Arkham i Batman, descobrint que Batman és Bruce Wayne. S'enfronten a l'Espantaocells al sostre de l'edifici on l'Espantaocells ordena a Gordon matar Batman per salvar Barbara. Dispara Batman, però Crane tira Barbara daltabaix malgrat tot. Tanmateix, Gordon disparà Batman en la peça del pit expressament (ja que té armadura extra) i Batman salva Barbara mentre que Gordon és segrestat per l'Espantaocells juntament amb Robin. L'Espantaocells força Gordon a desemmascarar Batman per televisió, en directe. Quan Batman finalment derrota l'Espantaocells, Bruce diu a Gordon que cuidi a Tim i a Barbara, ja que és el final de Batman. En l'epíleg, Gordon esdevé l'alcalde de la ciutat de Gotham i va a trobar-se amb la seva filla.

### Miscel·lània
- En l'anunci d'OnStar "Batmobile", Batman truca a Gordon per dir-li que anirà a trobar-se amb ell. Un actor desconegut diu "aquí Gordon" quan Batman truca.
- En diversos còmics de 1992, com ara Action Comics #673, DC va exposar un anunci de pàgina sencera en nom de l'Associació del Cor Americana que mostrava una fotografia de Gordon en un llit d'hospital. El text de l'anunci explicava que Gordon va tenir un atac de cor a causa de l'estrès, una dieta pobra, manca d'exercici i l'ús del tabac. Des de llavors, DC ha mostrat Gordon vivint un estil de vida més sa.
- James Gordon és interpretat per Lauren Lopez en el musical-web, Holy Musical B@man!
- En l'sketch digital de Saturday Night Live "El Comissari Gordon aprèn que Batman no té límits", és interpretat per Steve Buscemi (que era el presentador de l'episodi en el qual aquest sketch era representat).